# Ctimene basistriga
Ctimene basistriga är en fjärilsart som beskrevs av Walker 1864. Ctimene basistriga ingår i släktet Ctimene och familjen mätare. Inga underarter finns listade i Catalogue of Life.